# Albert Serlo

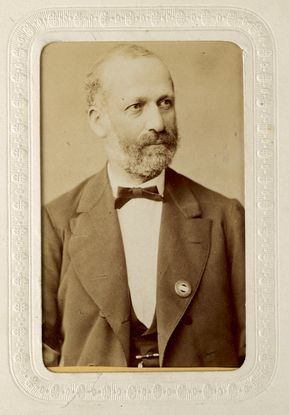
Albert Serlo, circa 1873

Albert Ludwig Serlo (* 14. Februar 1824 in Crossen an der Oder; † 14. November 1898 in Charlottenburg) war ein deutscher Bergmann und Politiker.

## Leben
Als Sohn eines Arztes geboren, studierte Serlo nach dem Besuch des Berliner Gymnasiums Zum Grauen Kloster Rechtswissenschaften und das Bergfach an der Bauakademie Berlin. Während seines Studiums war er einer der Gründer der Alten Berliner Burschenschaft Germania. 1849 leistete er seinen Militärdienst bei der 3. Pionierabteilung in Magdeburg, von 1859 bis 1866 war er als Premier-Lieutenant der Landwehrpioniere eingesetzt.
1867 wurde er Oberbergamtsdirektor und Berghauptmann in Breslau. 1875 wurde er in Breslau Stadtverordneter und war von 1876 bis 1882 für den Wahlkreis Oppeln 5, dann bis 1885 für den Wahlkreis Trier 5 Abgeordneter im Preußischen Abgeordnetenhaus. Er gehörte der Freikonservativen Partei an. Von 1878 bis 1884 war er Oberberghauptmann und Ministerialdirektor im Handelsministerium.
Er war Vorsitzender des Kuratoriums der Geologischen Landesanstalt und der Bergakademie Berlin. Er war auch als Regierungskommissär für das Abgeordneten- und Herrenhaus tätig. Er initiierte die Schlagwetterkommission, um Ursachen und Maßnahmen zur Vermeidung von Schlagwetterexplosionen zu erarbeiten.
Albert Serlo starb 1898 im Alter von 74 Jahren in Charlottenburg. Beigesetzt wurde er auf dem dortigen Kaiser-Wilhelm-Gedächtnis-Friedhof im heutigen Ortsteil Berlin-Westend. Das Grab ist nicht erhalten.

## Ehrungen
- 1862: Ritter der Französischen Ehrenlegion
- 1863: Roter Adlerorden, 4. Klasse
- 1863: Orden der Württembergischen Krone, Ritterkreuz 1. Klasse
- 1865: Oldenburgischer Haus- und Verdienstorden des Herzogs Peter Friedrich Ludwig, Ritterkreuz 1. Klasse
- 1869: Roter Adlerorden, 3. Klasse mit Schleife
- 1869: Ehrendoktor (Dr. phil. h. c.) der Philosophischen Fakultät der Universität Breslau
- 1871: Erinnerungsmedaille für Nichtkombattanten
- 1873: Österreichischer Franz-Joseph-Orden, Komturkreuz
- 1877: Roter Adlerorden, 2. Klasse mit Eichenlaub
- 1884: Roter Adlerorden, 2. Klasse mit Stern
- 1898: Erinnerungsmedaille
- 1902: Die Serlostraße in Essen-Altendorf wurde nach ihm benannt.
- Königlicher Hausorden von Hohenzollern, affilierte Medaille

## Veröffentlichungen
- Die Beschwerden gegen die neue Organisation der Knappschafts-Vereine im Distrikte der Königl. Ober-Bergamts zu Dortmund. Essen 1859.
- Leitfaden zur Bergbaukunde. Nach den an der Königl. Berg-Akademie zu Berlin gehaltenen Vorlesungen von Bergrath Heinrich Lottner. Berlin 1868, 4. Auflage 1884.
- Beitrag zur Geschichte des schlesischen Bergbaues in den letzten hundert Jahren. Breslau 1869.
- Bergbau und Hüttenwesen. Braunschweig 1874.
- Erste Unterweisung in der Bergbaukunde nach dem Heft des kaiserlichen Bergmeisters Serlo zu Metz für die Saarbrücker Verhältnisse. St. Johann 1901.